# Campeonato Mundial de Atletismo Júnior de 1994
O Campeonato Mundial de Atletismo Júnior de 1994 foi a quinta edição do Campeonato Mundial de Atletismo Júnior. Foi realizado em Lisboa, capital de Portugal no seu Estádio Universitário, entre 20 e 24 de Julho.

## Resultados

### Masculino
| Evento                   | Ouro                           | Ouro     | Prata                           | Prata    | Bronze                            | Bronze   |
| ------------------------ | ------------------------------ | -------- | ------------------------------- | -------- | --------------------------------- | -------- |
| 100 m                    | Deji Aliu · Nigéria            | 10.21    | Jason Gardener · Grã-Bretanha   | 10.25    | Deworski Odom · Estados Unidos    | 10.26    |
| 200 m                    | Tony Wheeler · Estados Unidos  | 20.62    | Deji Aliu · Nigéria             | 20.88    | Ian Mackie · Grã-Bretanha         | 20.95    |
| 400 m                    | Michael McDonald · Jamaica     | 45.83    | Ramon Clay · Estados Unidos     | 46.13    | Shaun Farrell · Nova Zelândia     | 46.31    |
| 800 m                    | Paul Byrne · Austrália         | 1:47.42  | Japheth Kimutai · Quénia        | 1:48.22  | Alain Miranda · Cuba              | 1:48.24  |
| 1500 m                   | Julius Achon · Uganda          | 3:39.78  | André Bucher · Suíça            | 3:40.46  | Philip Mosima · Quénia            | 3:41.09  |
| 5000 m                   | Daniel Komen · Quénia          | 13:45.37 | Habte Jifar · Etiópia           | 13:49.70 | Giuliano Battocletti · Itália     | 13:51.16 |
| 10 000 m                 | Daniel Komen · Quénia          | 28:29.74 | Kenji Takao · Japão             | 28:55.24 | Michitane Noda · Japão            | 29:00.55 |
| Corrida de estrada 20 km | Clodoaldo da Silva · Brasil    | 1:03:21  | Carlos García · Espanha         | 1:03:38  | Antonello Landi · Itália          | 1:03:40  |
| 110 m B                  | Frank Busemann · Alemanha      | 13.47    | Dudley Dorival · Estados Unidos | 13.65    | Darius Pemberton · Estados Unidos | 13.93    |
| 400 m B                  | Gennadiy Gorbenko · Ucrânia    | 50.56    | Miklós Róth · Hungria           | 50.85    | Noel Levy · Grã-Bretanha          | 50.94    |
| 3000 m Obs.              | Paul Chemase · Quénia          | 8:31.51  | Julius Chelule · Quénia         | 8:33.64  | Yarba Lakhal · Marrocos           | 8:34.42  |
| Marcha atlética 10 km    | Jorge Segura · México          | 40:26.93 | Yevgeniy Shmalyuk · Rússia      | 40:32.72 | Artur Meleshkevich · Bielorrússia | 40:35.52 |
| 4 x 100 metros           | Reino Unido                    | 39.60    | Estados Unidos                  | 39.76    | Canadá                            | 39.90    |
| 4 x 400 metros           | Estados Unidos                 | 3:03.32  | Jamaica                         | 3:04.12  | Reino Unido                       | 3:06.59  |
| Salto em altura          | Jagan Hames · Austrália        | 2.23     | Antoine Burke · Irlanda         | 2.20     | Mika Polku · Finlândia            | 2.20     |
| Salto com vara           | Viktor Chistyakov · Rússia     | 5.60     | Dmitriy Markov · Bielorrússia   | 5.50     | Taoufik Lachheb · França          | 5.30     |
| Salto em distância       | Gregor Cankar · Eslovénia      | 8.04     | Bogdan Tarus · Roménia          | 8.01     | Shigeru Tagawa · Japão            | 7.85     |
| Salto triplo             | Onochie Achike · Grã-Bretanha  | 16.67    | Leonard Cobb · Estados Unidos   | 16.65    | Ronald Servius · França           | 16.55    |
| Arremesso de peso        | Adam Nelson · Estados Unidos   | 18.34    | Andreas Gustafsson · Suécia     | 17.95    | Ville Tiisanoja · Finlândia       | 17.90    |
| Disco                    | Frantz Kruger · África do Sul  | 58.22    | Julio Piñero · Argentina        | 57.80    | Timo Sinervo · Finlândia          | 56.76    |
| Dardo                    | Marius Corbett · África do Sul | 77.98    | Matti Närhi · Finlândia         | 74.92    | Isbel Luaces · Cuba               | 72.82    |
| Martelo                  | Szymon Ziółkowski · Polónia    | 70.44    | Igor Tugay · Ucrânia            | 70.08    | Sergey Vasilyev · Rússia          | 66.14    |
| Decatlo                  | Benjamin Jensen · Noruega      | 7676     | Klaus Isekenmeier · Alemanha    | 7298     | Glenn Lindqvist · Finlândia       | 7288     |

### Feminino
| Evento               | Ouro                            | Ouro     | Prata                             | Prata    | Bronze                                                   | Bronze   |
| -------------------- | ------------------------------- | -------- | --------------------------------- | -------- | -------------------------------------------------------- | -------- |
| 100 m                | Sabrina Kelly · Estados Unidos  | 11.36    | Aspen Burkett · Estados Unidos    | 11.40    | Philomena Mensah · Gana                                  | 11.43    |
| 200 m                | Heide Seÿerling · África do Sul | 22.80    | LaKeisha Backus · Estados Unidos  | 22.86    | Tatyana Tkalich · Ucrânia                                | 23.35    |
| 400 m                | Olabisi Afolabi · Nigéria       | 51.97    | Monique Hennagan · Estados Unidos | 52.25    | Hana Benešová · Chéquia                                  | 52.60    |
| 800 m                | Mioara Cosulianu · Roménia      | 2:04.95  | Jackline Maranga · Quénia         | 2:05.05  | Kutre Dulecha · Etiópia                                  | 2:05.17  |
| 1500 m               | Anita Weyermann · Suíça         | 4:13.97  | Marta Domínguez · Espanha         | 4:14.59  | Atsumi Yashima · Japão                                   | 4:15.84  |
| 3000 m               | Gabriela Szabo · Roménia        | 8:47.40  | Susie Power · Austrália           | 8:56.93  | Sally Barsosio · Quénia                                  | 8:59.34  |
| 10 000 m             | Yoko Yamazaki · Japão           | 32:34.11 | Jackline Okemwa · Quénia          | 33:19.51 | Jebiwot Keitany · Quénia                                 | 33:35.98 |
| 100 m B              | Kirsten Bolm · Alemanha         | 13.26    | LaTasha Colander · Estados Unidos | 13.30    | Diane Allahgreen · Grã-Bretanha                          | 13.31    |
| 400 m B              | Ionela Tîrlea · Roménia         | 56.25    | Virna De Angeli · Itália          | 56.93    | Emma Holmqvist · Suécia                                  | 57.23    |
| Marcha atlética 5 km | Irina Stankina · Rússia         | 21:05.41 | Susana Feitor · Portugal          | 21:12.87 | Natalya Trofimova · Rússia                               | 21:24.71 |
| 4 x 100 metros       | Jamaica                         | 44.01    | Alemanha                          | 44.78    | Reino Unido                                              | 45.08    |
| 4 x 400 metros       | Estados Unidos                  | 3:32.08  | Roménia                           | 3:36.59  | Alemanha                                                 | 3:36.65  |
| Salto em altura      | Olga Kaliturina · Rússia        | 1.88     | Kajsa Bergqvist · Suécia          | 1.88     | Amy Acuff · Estados Unidos · Lenka Riháková · Eslováquia | 1.88     |
| Salto em distância   | Yelena Lysak · Rússia           | 6.72     | Heli Koivula · Finlândia          | 6.64     | Ingvild Larsen · Noruega                                 | 6.39     |
| Salto triplo         | Yelena Lysak · Rússia           | 14.43    | Ren Ruiping · China               | 14.36    | Tatyana Lebedeva · Rússia                                | 13.62    |
| Arremesso de peso    | Cheng Xiaoyan · China           | 18.76    | Yumileidi Cumbá · Cuba            | 18.09    | Claudia Mues · Alemanha                                  | 17.07    |
| Disco                | Corrie de Bruin · Países Baixos | 55.18    | Sabine Sievers · Alemanha         | 54.86    | Suzy Powell · Estados Unidos                             | 52.62    |
| Dardo                | Taina Uppa · Finlândia          | 59.02    | María Caridad Álvarez · Cuba      | 58.26    | Réka Kovács · Hungria                                    | 55.88    |
| Heptatlo             | Kathleen Gutjahr · Alemanha     | 5918     | Regla Cárdenas · Cuba             | 5834     | Ding Ying · China                                        | 5785     |